# Владимир Кличко — Дэвид Хэй
Владимир Кличко против Дэвида Хэя — боксёрский чемпионский объединительный поединок в супертяжёлом весе, на кону которого стояли титулы WBA super, IBF, WBO, IBO и по версии журнала The Ring. Бой состоялся 2 июля 2011 года на Имтех Арене (Гамбург, Германия) и завершился победой Владимира Кличко единогласным решением судей. В целом, бой собрал аудиторию около 500 миллионов человек по всему миру. В Германии бой смотрели в среднем более 15,5 миллионов зрителей.

## Предыстория
Идея поединка длилась более двух лет. После того как в 2008 году Дэвид Хэй стал абсолютным чемпионом мира в первом тяжёлом весе, он перешёл в супертяжёлый вес с целью завладеть всеми поясами и в самой элитной весовой категории. Поединок Хэй изъявлял желание провести то с Виталием, то с Владимиром Кличко, но по разным причинам поединок отменялся. В итоге за этот период Владимир Кличко успел завоевать ещё один титул, The Ring, а Дэвид Хэй вышел на титульный поединок с обладателем чемпионского пояса WBA, Николаем Валуевым, и победил его. После этого все пояса, за исключением титула Хэя, находились в руках братьев Кличко, и значимость этого боя ещё больше возросла. 16 апреля 2009 года в интернете появились изображения, на которых Дэвид Хэй держит отрубленные головы Братьев Кличко, стоя на их обезглавленных телах. На нескольких конференциях Хэй появлялся с футболкой, на которой была изображена эта картина. Популярность поединка росла. В конечном итоге договорённость состоялась. Поединок был назначен на 2 июля 2011 года. Общая заторможенность переговоров объяснялась разногласиями в финансовых аспектах. Гонорар был в итоге поделён в соотношении 50 % на 50 %.

## Поединок
Перед боем было зрелищное представление, в котором участвовали многие известные боксёры. Поединок обещал быть интересным. Весь бой прошел в большом напряжении. Кличко старался держать Хэя джебом, тот иногда пытался контратаковать. Атаки Хэя были довольно редкими, и основную часть поединка британец мастерски уклонялся от ударов и атак украинца, демонстрируя свою скорость и технику защиты. Хэй часто поскальзывался, апеллировал к рефери, обращая его внимание на то, что Кличко якобы нарушает правила. В 7-м раунде это даже привело к результату: рефери снял с Владимира одно очко. В 11-м раунде после очередного падения рефери зафиксировал, что был удар, и отсчитал Хэю нокдаун. Бой во многом был похож на предыдущий объединительный бой Кличко с Султаном Ибрагимовым. Для Хэя, как и для Ибрагимова, джеб Владимира Кличко стал серьёзной преградой. Скорость британца не помогла ему переиграть техничность Владимира Кличко. По истечении 12 раундов Владимир Кличко заслуженно был объявлен победителем единогласным решением судей.
Майкл Перник выставил результат 118—108, Адалаид Бёрд — 117—109, а Стенли Кристодулу — 116—110, все в пользу Кличко.
|                  | | |
| Соперник         | Владимир Кличко — Дэвид Хэй | Владимир Кличко — Дэвид Хэй |
| Место проведения | Имтех Арена, Гамбург, Германия | Имтех Арена, Гамбург, Германия |
| Результат        | Победа Владимира Кличко единогласным решением судей в 12-раундовом бою. | Победа Владимира Кличко единогласным решением судей в 12-раундовом бою. |
| Статус           | Чемпионский бой за титул IBF в тяжёлом весе (10-я защита Кличко); чемпионский бой за титул WBO в тяжёлом весе (6-я защита Кличко); чемпионский бой за титул IBO в тяжёлом весе (10-я защита Кличко); чемпионский бой за титул WBA в тяжёлом весе (3-я защита Хэя) | Чемпионский бой за титул IBF в тяжёлом весе (10-я защита Кличко); чемпионский бой за титул WBO в тяжёлом весе (6-я защита Кличко); чемпионский бой за титул IBO в тяжёлом весе (10-я защита Кличко); чемпионский бой за титул WBA в тяжёлом весе (3-я защита Хэя) |
| Рефери           | Хенаро Родригес | Хенаро Родригес |
| Счёт судей       | Майкл Перник: (118-108); Адалид Берд: (117-109); Стэнли Христодулу: (116-110) | Майкл Перник: (118-108); Адалид Берд: (117-109); Стэнли Христодулу: (116-110) |
| Трансляция       | HBO, RTL, Sky Box Office | HBO, RTL, Sky Box Office |
| Промоутер        | Klitschko’s K2 Promotions | Klitschko’s K2 Promotions |
|                  | Кличко | Хэй |
| Вес              | 110 кг | 96,5 кг |
| Примечания       | Победитель поединка стал обладателем пояса суперчемпиона WBA, а обычный пояс стал вакантным. | Победитель поединка стал обладателем пояса суперчемпиона WBA, а обычный пояс стал вакантным. |

## После поединка
На конференции после боя Хэй заявил, что перед боем повредил мизинец и что это не позволило ему провести бой на более техничном уровне. Это заявление вызвало бурю критики в адрес британца.

## Трансляция
| Страна         | Трансляция                  | Трансляция в HD      |
| -------------- | --------------------------- | -------------------- |
| Австралия      | Main Event                  |                      |
| Австрия        | RTL                         | RTL HD               |
| Бразилия       | ESPN Brasil                 |                      |
| Болгария       | TV+                         |                      |
| Болгария       | RING.BG                     |                      |
| Канада         | HBO Canada                  | HBO HD               |
| Хорватия       | Nova TV                     |                      |
| Чехия          | Sport 2                     |                      |
| Дания          | TV 2 Sport                  | TV 2 Sport HD        |
| Фиджи          | Sky Pacific World PPV       |                      |
| Франция        | Orange Sport                | Orange Sport HD      |
| Германия       | RTL                         | RTL HD               |
| Венгрия        | Duna TV                     |                      |
| Исландия       | Stöð 2 Sport                |                      |
| Ирландия       | Sky Box Office              | Sky Box Office HD    |
| Ирландия       | Sky 3D                      |                      |
| Индонезия      | RCTI                        |                      |
| Израиль        | Sport +5 LIVE               |                      |
| Италия         | Sportitalia 2               |                      |
| Япония         | WOWOW                       | WOWOW HD             |
| Литва          | Lietuvos ryto TV            |                      |
| Македония      | Macedonian Radio-Television |                      |
| Малайзия       | Astro SuperSport 2          |                      |
| Молдова        | Pro TV                      |                      |
| Нидерланды     | RTL 7                       | RTL 7 HD             |
| Новая Зеландия | SKY Box Office 201          |                      |
| Норвегия       | Viasat Sport                |                      |
| Филиппины      | AKTV                        |                      |
| Польша         | TVP 1                       | TVP HD               |
| Польша         | TVP Sport                   |                      |
| Португалия     | Sport TV 2                  |                      |
| Катар          | Al Jazeera Sport 1          | Al Jazeera Sport HD1 |
| Катар          | Al Jazeera Sports +3        |                      |
| Румыния        | Pro TV                      | Pro TV HD            |
| Румыния        | Sport.ro                    | Sport.ro HD          |
| Россия         | Россия-2                    |                      |
| Россия         | Спорт 1                     | Спорт 1 HD           |
| Словакия       | Sport 2                     |                      |
| Словения       | RTL                         | RTL HD               |
| Испания        | Taquilla 1                  |                      |
| ЮАР            | SuperSport                  | SuperSport HD        |
| Швеция         | TV10                        |                      |
| Швейцария      | RTL                         | RTL HD               |
| Турция         | FOX                         |                      |
| Украина        | Интер                       |                      |
| Великобритания | Sky Box Office              | Sky Box Office HD    |
| Великобритания | Sky 3D                      |                      |
| США            | HBO                         | HBO HD               |

## Финансовые подробности
- Доходы от PPV составили около 18 млн фунтов стерлингов (около 28 млн долларов США).[источник не указан 2881 день]
- Итоговый гонорар с учётом всех начислений составил по 24 млн долларов и Хэю, и Кличко.[9]